# (34399) Hachiojihigashi
(34399) Hachiojihigashi est un astéroïde de la ceinture principale.

## Description
(34399) Hachiojihigashi est un astéroïde de la ceinture principale. Il fut découvert le 7 septembre 2000 au Bisei Spaceguard Center par le programme BATTeRS. Il présente une orbite caractérisée par un demi-grand axe de 2,68 UA, une excentricité de 0,10 et une inclinaison de 9,6° par rapport à l'écliptique.

## Compléments